# Monique Nsanzabaganwa

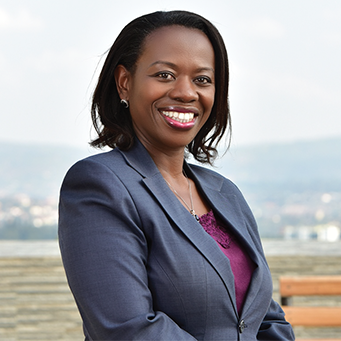
Dr.-Monique-Nsanzabaganwa (2020)

Monique Nsanzabaganwa là một nhà kinh tế và chính trị gia người Rwanda, từng giữ chức Phó Thống đốc Ngân hàng Quốc gia Rwanda, kể từ năm 2011 

## Hoàn cảnh và giáo dục
Bà được sinh ra ở Rwanda vào khoảng năm 1971, và theo học các trường Rwandan trước khi học đại học. Bà có bằng Cử nhân Nghệ thuật kinh tế, từ Đại học Quốc gia Rwanda.     Bà học tại Đại học Stellenbosch, Nam Phi, tốt nghiệp Thạc sĩ Kinh tế, tiếp theo là Tiến sĩ Triết học, cũng về Kinh tế.

## Sự nghiệp
Sau khi tốt nghiệp ở nước ngoài, bà trở về Rwanda và làm giảng viên kinh tế tại Đại học Quốc gia Rwanda, từ năm 1999 đến 2003. Từ năm 2003 đến 2008, bà là Bộ trưởng Bộ Nhà nước chịu trách nhiệm về Kế hoạch Kinh tế trong Bộ Tài chính và Kế hoạch Kinh tế Rwanda. Từ năm 2008 đến năm 2011, bà là Bộ trưởng Bộ Thương mại và Bàng nghiệp trong nội các Rwandan.
Là bộ trưởng bộ kế hoạch kinh tế, Tiến sĩ Monique Nsanzabaganwa có Bàng trong việc tạo ra một hệ thống thống kê và kế hoạch mạnh mẽ hơn trên toàn quốc và ở cấp địa phương. Bà là một nhà lãnh đạo của nỗ lực thành lập Viện Thống kê Quốc gia Rwanda. Bà cũng được ghi nhận là người dẫn đầu các nỗ lực thiết lập khung pháp lý và hướng dẫn chính sách cho tài chính vi mô ở Rwanda.

## Những ý kiến khác
Bà là thành viên của Mạng lưới các nhà lãnh đạo châu Phi, một thành viên của Mạng lưới lãnh đạo toàn cầu Aspen (AGLN), một thành viên của Sáng kiến lãnh đạo châu Phi (ALI) Đông Phi và là thành viên của Trường Chính phủ John F. Kennedy Quản lý tài chính. Bà đã từng là chủ tịch của Hội đồng quản trị của Viện thống kê quốc gia Rwanda, kể từ năm 2012.

## Gia đình
Tiến sĩ Monique Nsanzabaganwa là một người mẹ có ba con và có hai con trai và một con gái.